# 薩爾姆的尼古拉
薩爾姆的尼古拉（Niklas von Salm，1459年—1530年）是一名神聖羅馬帝國軍官，出身自薩爾姆家族。1509年義大利戰爭時加入格奧爾格·馮·弗倫茲貝格麾下，1525年的帕維亞之戰尼古拉也有出征並參與對法蘭索瓦一世的俘虜。1529年的維也納之圍中，尼古拉率領聯軍擊退了進犯的鄂圖曼土耳其軍。他在戰場上受傷，隔年因傷去世。

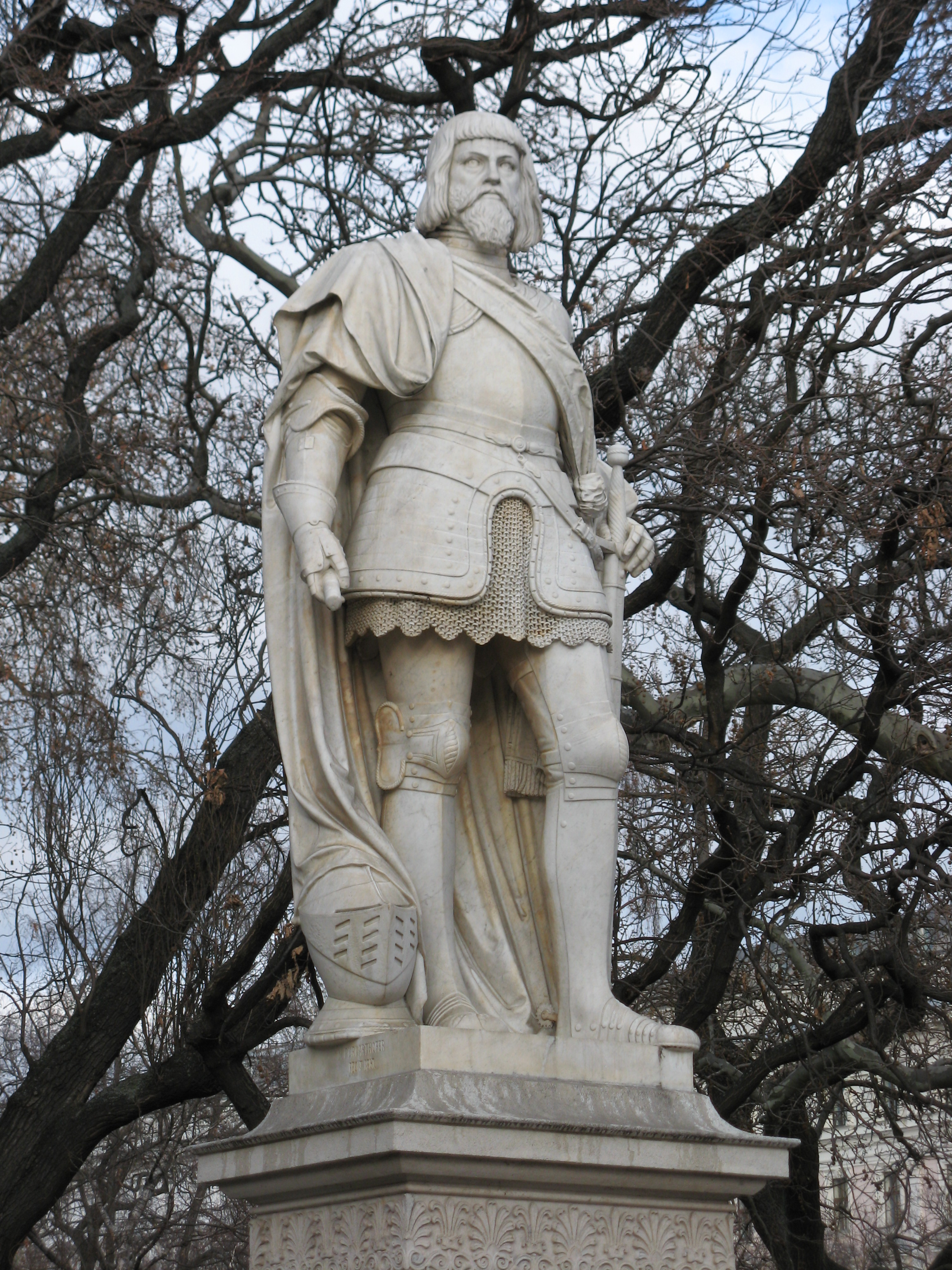
薩爾姆的尼古拉